# Manaia (mitología)

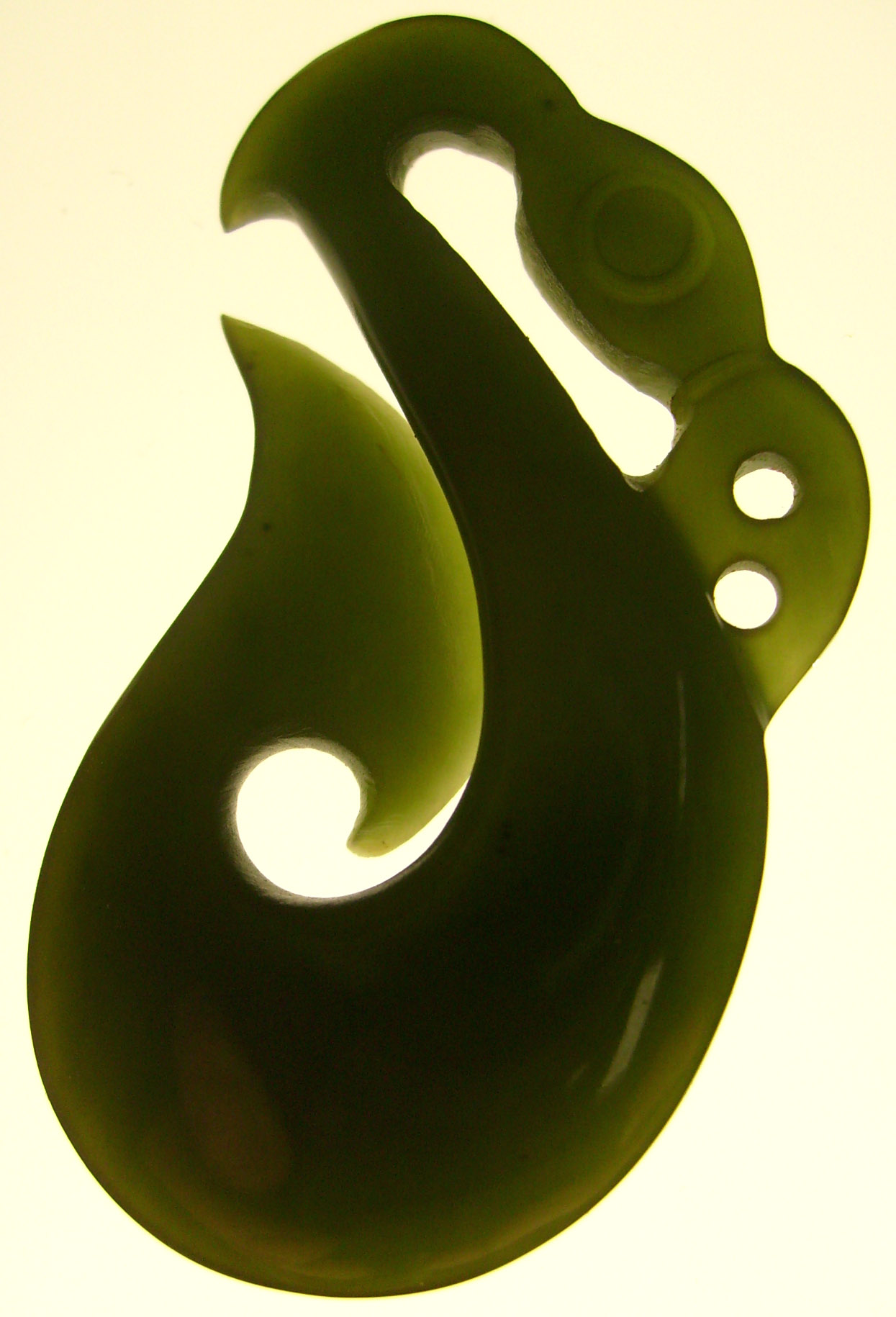
Talla pounamu representando Manaia.

Manaia es una criatura mitológica de la cultura maorí y es un motivo común en las tallas y joyas maoríes. 
Generalmente se le describe con cabeza de pájaro, cola de pez y cuerpo de hombre, aunque también se dice que es un pájaro, una serpiente o una figura humana de perfil. Otras interpretaciones dicen que es un caballito de mar o un lagarto. La palabra manaia es cognado con el samoano fa'amanaia y al niuano fakamanaia, ambos significando decoro o adorno.
Tradicionalmente se cree que Manaia es el mensajero entre el mundo terrenal de los mortales y el mundo de los espíritus y su símbolo se usa como amuleto por considerarse guardián contra el mal. Esta forma era también ampliamente usada en diseños de puertas y dinteles de ventana y otras características arquitectónicas, así como en ceremonial hafts de armas.
Símbolos similares se han encontrado en otras culturas polinésica, como en Hawái o la Isla de Pascua.